# Eurithia excellens
Eurithia excellens är en tvåvingeart som först beskrevs av Zimin 1957.  Eurithia excellens ingår i släktet Eurithia och familjen parasitflugor. Inga underarter finns listade i Catalogue of Life.